# حركة الثورة العالمية

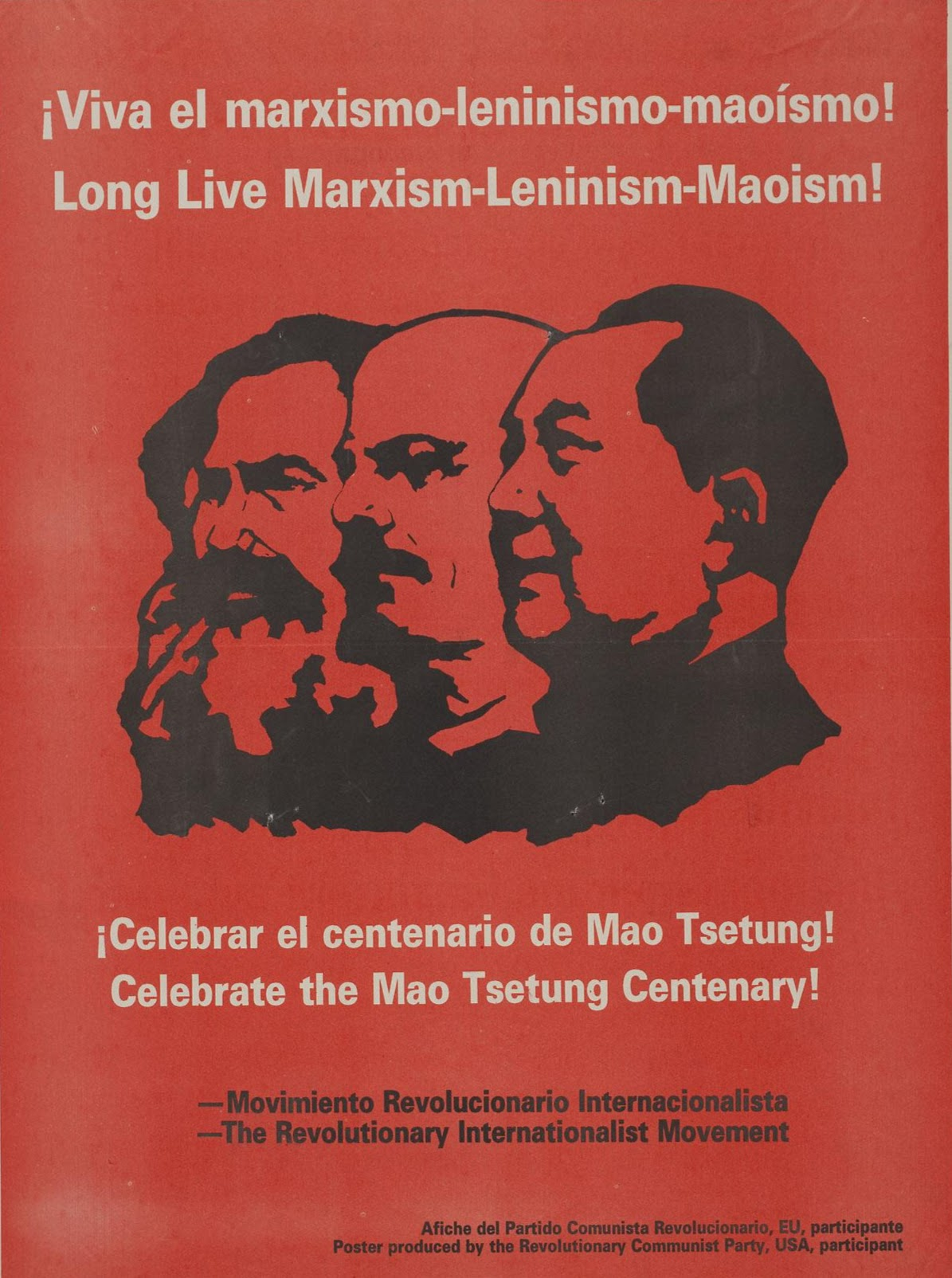
الملصق له خلفية حمراء مطبوعة على ورق أبيض. في الأعلى شعار "تحيا الماركسية اللينينية الماوية!" مع الترجمة أعلاه، كلها باللون الأبيض. توجد في المنتصف صورة منمقة للملفات الشخصية للرجال الثلاثة. يوجد أسفل الصورة "الاحتفال بالذكرى المئوية لماو تسي تونغ!" مع الترجمة أعلاه، باللون الأبيض. في الأسفل توجد "الحركة الأممية الثورية" مع ترجمة أعلاه باللون الأسود.

حركة الثورة العالمية (بالإنجليزية: Revolutionary Internationalist Movement)‏ وتعرف اختصاراً (RIM) هي منظمة دولية شيوعية تبنت الإعلان الرسمي للماوية كتطور ثالث للماركسية اللينينية. أصدرت بيانها المعروف باسم «عاشت الماركسية اللينينية الماوية» تأسست الحركة عام 1984 وتسعى إلى تشكيل ما أسمته الأممية الشيوعية الجديدة على أساس الماركسية اللينينية والماوية للحفاظ على الخط الماركسي اللينيني مما أسمته التحريفية.
بالرغم من انتهاء الحركة تقريبا إلا أن العلاقات بين الأحزاب المؤسسة ما زالت قائمة وما زال الأعضاء يسعون لتشكيل لجنة أممية جديدة، خصوصا بعد العديد من المتغيرات التي ألمت بالحركة منذ عام 1984 حتى 2012، فقد انسحبت العديد من المنظمات ودخلت منظمات أخرى وضعفت بعض الأحزاب مثل الحزب الشيوعي البيروفي الدرب المضيء وقويت أحزاب مثل الحزب الشيوعي الهندي الماوي.

## أعضاء المنظمة
هم مجموعة من الأحزاب التي أسست هذه المنظمة بعضها قد تغير واندمج وطرأت تغييرات عديدة منذ تاريخ الإنشاء والقائمة تغيرت ولكن هذه القائمة الأساسية وهي الأحزاب المتوافقة نظرياً فيما بينها والتي تتبنى الفكر الماركسي اللينيني الماوي:
- اتحاد الشيوعيين الإيرانيين الذي تأسس عام 1976 وأصبح اليوم يعرف بالحزب الشيوعي الإيراني الماركسي اللينيني الماوي
- اللجنة المركزية للحزب الشيوعي الهندي «الماركسي اللينيني» اليوم هو الحزب الشيوعي الهندي "الماوي"
- الحزب الشيوعي في سيلان
- منظمة الدعم الشيوعي الإيطالي
- الحزب الشيوعي الكولومبي«الماركسي اللينيني-افكار ماوتسي تونغ»
- الحزب الشيوعي التركي (الماركسي اللينيني)
- الحزب الشيوعي البيروفي"الدرب المضيء"
- المجموعة الثورية الأممية في هاييتي«ماوية»
- الحزب الشيوعي النيبالي«ماشال»
- منظمة الراية الحمراء في نيوزيلندا
- المنظمة الشيوعية في توتنغهام -بريطانيا
- المنظمة الشيوعية البروليتارية«الماركسية اللينينية» إيطاليا
- المجموعة الشيوعية الثورية الكولومبية
- الحزب الشيوعي الثوري_الهند
- الحزب الشيوعي الثوري، الولايات المتحدة الأمريكية
- الاتحاد الثوري الشيوعي [جمهورية الدومينيكان]
- منظمة ستوكبورت الشيوعية (بريطانيا)